# Zlatý glóbus za nejlepší celovečerní animovaný film

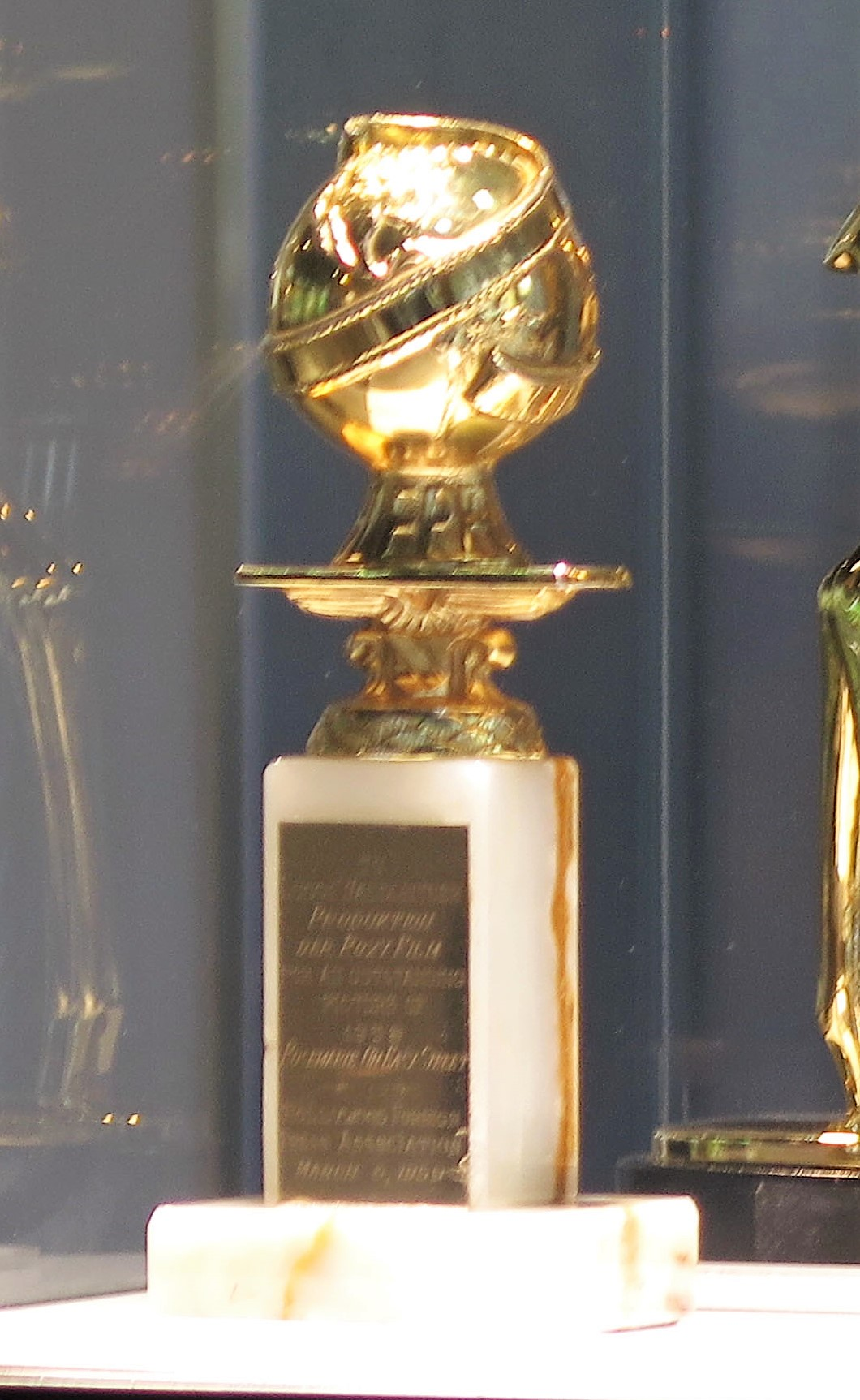
Soška Zlatého globu

Zlatý glóbus za nejlepší celovečerní animovaný film se poprvé udělil v lednu 2007 a Asociace zahraničních novinářů v Hollywoodu (angl. Hollywood Foreign Press Association zkratka HFPA) vybírala vítěze ze tří nominací.
Poslední dva ročníky Asociace nominovala pět animovaných snímků, podobně jako je to i v jiných kategoriích. Film Auta z roku 2006 byl historicky prvním vítězným snímkem.
Následující seznam obsahuje animované filmy oceněné Zlatým glóbem a stejně tak filmy na cenu nominované. Rok u filmu znamená jeho vznik; nikoliv rok, kdy se konal slavnostní ceremoniál. Má-li film český distribuční název, je uveden pod ním. Uveden je také původní název a jméno režiséra.

## Vítězové a nominovaní

### 2006–2010
2006: Auta (Cars, John Lasseter, Joe Ranft)
- Happy Feet (George Miller)
- V tom domě straší (Monster House, Gil Kenan)

2007: Ratatouille (Brad Bird, Jan Pinkava)
- Pan Včelka (Bee Movie, Simon J. Smith, Steve Hickner)
- Simpsonovi ve filmu (Simpsons Movie, David Silverman)

2008: VALL-I (Wall-E, Andrew Stanton)
- Bolt – pes pro každý případ (Bolt, Chris Williams, Byron Howard)
- Kung Fu Panda (Mark Osborne, John Stevenson)

2009: Vzhůru do oblak (Up, Pete Docter, Bob Peterson)
- Fantastický pan Lišák (Fantastic Mr. Fox, Wes Anderson)
- Koralína a svět za tajnými dveřmi (Coraline, Henry Selick)
- Princezna a žabák (Princess And The Frog, Ron Clements, John Musker)
- Zataženo, občas trakaře (Cloudy With A Chance Of Meatballs, Phil Lord, Chris Miller)

2010: Toy Story 3: Příběh hraček (Toy Story 3, Lee Unkrich)
- Iluzionista (L'illusionniste, Sylvain Chomet)
- Já, padouch (Despicable Me, Pierre Coffin, Chris Renaud)
- Jak vycvičit draka (How To Train Your Dragon, Dean DeBlois, Chris Sanders)
- Na vlásku (Tangled, Byron Howard, Nathan Greno)

### 2011–2020
2011: Tintinova dobrodružství (The Adventures of Tintin, Steven Spielberg)
- Velká vánoční jízda (Arthur Christmas, Sarah Smith)
- Auta 2 (Cars 2, John Lasseter, Brad Lewis)
- Rango (Rango, Gore Verbinski)
- Kocour v botách (Puss in Boots, Chris Miller)

2012: Rebelka (Brave, Mark Andrews a Brenda Chapman)
- Frankenweenie: Domácí mazlíček (Frankenweenie, Tim Burton)
- Hotel Transylvánie (Hotel Transylvania, Genndy Tartakovsky)
- Legendární parta (Rise of the Guardians, Peter Ramsey)
- Raubíř Ralf (Wreck-It Ralph, Rich Moore)

2013: Ledové království (Frozen, Chris Buck a Jennifer Lee)
- Croodsovi (The Croods, Chris Sanders a Kirk De Micco)
- Já, padouch 2 (Despicable Me 2, Pierre Coffin a Chris Renaud)

2014: Jak vycvičit draka 2 (How to Train Your Dragon 2, Dean DeBlois)
- Velká šestka (Big Hero 6, Don Hall a Chris Williams)
- Kniha života (The Book of Life, Jorge Gutierrez)
- Škatuláci (The Boxtrolls, Graham Annable a Anthony Stacchi)
- LEGO příběh (The Lego Movie, Phil Lord a Christopher Miller)

2015: V hlavě (Inside Out, Pete Docter)
- Anomalisa (Anomalisa, Charlie Kaufman a Duke Johnson)
- Hodný dinosaurus (The Good Dinosaur, Peter Sohn)
- Snoopy a Charlie Brown. Peanuts ve filmu (The Peanuts Movie, Steve Martino)
- Ovečka Shaun ve filmu (Shaun the Sheep Movie, Mark Burton a Richard Starzak)

2016: Zootropolis: Město zvířat (Zootopia, Byron Howard a Rich Moore)
- Zpívej (Sing, Garth Jennings)
- Můj život Cuketky (My Life as a Zucchini, Claude Barras)
- Odvážná Vaiana: Legenda o konci světa (Moana, Ron Clements a John Musker)
- Kubo a kouzelný meč (Kubo and the Two Strings, Travis Knight)

2017: Coco (Coco, Lee Unkrich)
- Mimi šéf (The Boss Baby, Tom McGrath)
- The Breadwinner (The Breadwinner, Nora Twomey)
- Ferdinand (Ferdinand, Carlos Saldanha)
- S láskou Vincent (Loving Vincent, Dorota Kobiela a Hugh Welchman)

2018: Spider-Man: Paralelní světy (Spider-Man: Into the Spider-Verse, Bob Persichetti, Peter Ramsey a Rodney Rothman)
- Úžasňákovi 2 (Incredibles 2, Brad Bird)
- Psí ostrov (Isle of Dogs, Wes Anderson)
- Mirai no mirai (Mirai, Mamoru Hosoda)
- Raubíř Ralf a internet (Ralph Breaks the Internet, Rich Moore a Phil Johnston)

2019: Hledá se Yetti (Missing Link, Chris Butler)
- Ledové království II (Frozen II, Chris Buck, Jennifer Lee)
- Jak vycvičit draka 3 (How to Train Your Dragon: The Hidden World, Dean DeBlois)
- Lví král (The Lion King, Jon Favreau)
- Toy Story 4: Příběh hraček (Toy Story 4, Josh Cooley)

2020: Duše (Soul)
- Croodsovi: Nový věk (The Croods: A New Age, Joel Crawford)
- Frčíme (Onward, Dan Scanlon)
- Až na Měsíc (Over the Moon, Glen Keane)
- Vlkochodci (Wolfwalkers, Tomm Moore a Ross Stewart)

### 2021–2030
2021: Encanto (Encanto, Jared Bush a Byron Howard)
- Moje slunce Mad (režie Michaela Pavlátová)
- Utéct (Flee, režie Jonas Poher Rasmussen)
- Luca (režie Enrico Casarosa)
- Raya a drak (Raya and the Last Dragon, režie Don Hall a Carlos López Estrada)

2022: Pinocchio Guillerma del Tora (Guillermo del Toro's Pinocchio, Guillermo del Toro a Mark Gustafson)
- Inu-Ou (Inu-Oh, Masaaki Juasa)
- Marcel, ulita s botami (Marcel the Shell with Shoes On, Dean Fleischer Camp)
- Kocour v botách: Poslední přání (Puss in Boots: The Last Wish, Joel Crawford)
- Proměna (Turning Red, Domee Shi)

2023: Chlapec a volavka (The Boy and the Heron, Hajao Mijazaki)
- Mezi živly (Elemental, Peter Sohn)
- Spider-Man: Napříč paralelními světy (Spider-Man: Across the Spider-Verse, Joaquim Dos Santos, Justin K. Thompson a Kemp Powers)
- Super Mario Bros. ve filmu (The Super Mario Bros. Movie, Aaron Horvath a Michael Jelenic)
- Suzume no todžimari (Suzume, Makoto Šinkai)
- Přání (Wish, Chris Buck a Fawn Veerasunthorn)

2024: Kočičí odysea (Flow, Gints Zilbalodis)
- V hlavě 2 (Inside Out 2, Kelsey Mann)
- Paměti z ulity (Memoir of a Snail, Adam Elliot)
- Odvážná Vaiana 2 (Moana 2, David Derrick Jr.)
- Wallace a Gromit: Pomstu poznáš po peří (Wallace & Gromit: Vengeance Most Fowl, Nick Park a Merlin Crossingham)
- Rozzum v divočině (The Wild Robot, Chris Sanders)